# Nowy cmentarz żydowski w Giżycku
Nowy cmentarz żydowski w Giżycku – kirkut mieści się przy ul. Smętka, sąsiadując z dawnym cmentarzem ewangelickim. Powstał przypuszczalnie w połowie XIX wieku w związku z wyczerpaniem miejsca na starym cmentarzu. Został zniszczony podczas II wojny światowej i w okresie powojennym. Obecnie na jego miejscu znajduje się park miejski. Nie zachowała się żadna macewa.